# Agatis damara
Agatis damara, soplica damara (Agathis dammara) – gatunek drzewa z rodziny araukariowatych (Araucariaceae). Występuje na filipińskiej wyspie Palawan oraz w Indonezji na wyspach Celebes i Molukach, gdzie rośnie w lasach na wysokości od 200 do 2000 m n.p.m. Ze względu na intensywną eksploatację gatunek zagrożony jest wymarciem.

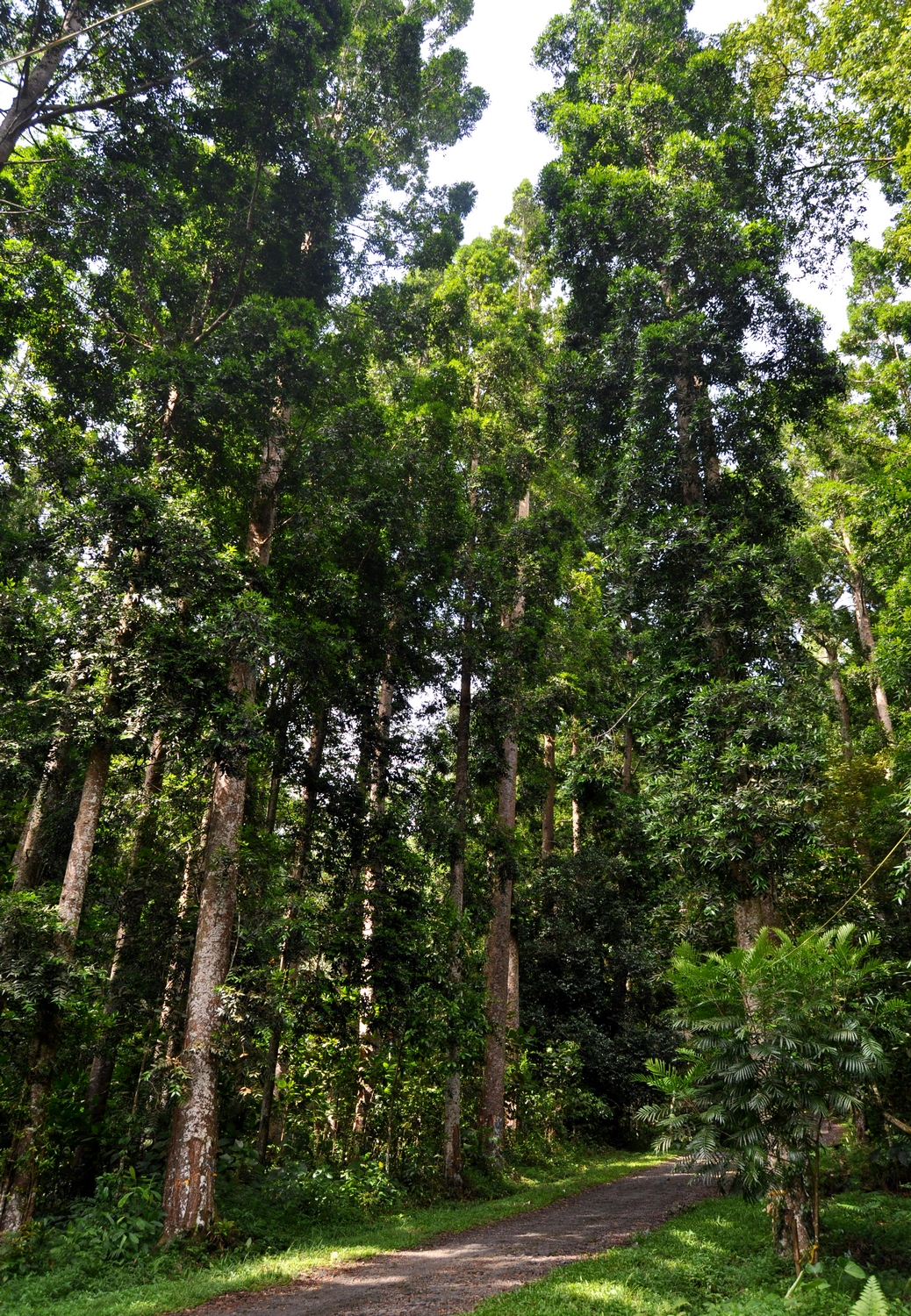
Pokrój

## Morfologia
PokrójDrzewo osiągające do 65 m wysokości, o bardzo smukłym i mało zbieżystym pniu o średnicy do 1,4 m.
LiścieMłodociane lancetowate o długości do 13 cm i szerokości do 3,5 cm. Dojrzałe liście są jajowate, na szczycie zaokrąglone, o długości do 8 cm i szerokości do 3 cm. Ogonek liściowy niewyraźny.
Organy generatywneSzyszki męskie mają długość do 3,5 cm i średnicę do 1,5 cm. Na mikrosporofilach znajduje się po 7–12 woreczków pyłkowych. Szyszki żeńskie owalne, o długości od 5,5 do 8 cm i średnicy 5–8 cm.
NasionaOwalne o długości ok. 1,5 cm i szerokości ok. 1 cm opatrzone są w wyraźnie asymetryczne skrzydełka.